# Bulacu
Bulacu provine de la termenul turc 'bulak' = `sursa`;
Acest nume poate fi găsit în următoarele județe: Bucuresti(72), Dolj(71), Valcea(41), Arges(25), Constanta(18), Olt(10), Timis(10), Tulcea(6), Arad(4), Gorj(4), Hunedoara(4), Teleorman(4), Caras-Severin(3), Prahova(3), Mures(3), Maramures(2), Dambovita(2), Neamt(2), Braila(1), Suceava(1), Giurgiu(1), Ilfov(1)
Țările în care numele Bulacu este prezent, sunt: Romania(288), Canada(2), UK(2), Norway(2), USA(1), Italy(1), Germany(1)
Numele Bulacu conține 3 vocale și 3 consoane.